# Майкъл Стайп
Джон Майкъл Стайп (на английски: John Michael Stipe) е американски певец и актьор.
Роден е в град Дъкейтър, щата Джорджия, САЩ на 4 януари 1960 г.
Той е сосновател, лидер и вокалист на американската рок група R.E.M. Водеща фигура е на американската рок сцена.

## Книги
- Michael Stipe: Volume 1. Damiani, 2018. ISBN 9788862085915. Съдържа 35 фотографии
- Our Interference Times: A Visual Record. With Douglas Coupland. Damiani, 2019. ISBN 978-8862086783
- Michael Stipe: Michael Stipe. Damiani, 2021. ISBN 9788862087384